# Gan Le'ummi Meggido
Gan Le'ummi Meggido (hebreiska: גן לאמי מגדו) är en nationalpark i Israel. Den ligger i distriktet Norra distriktet, i den norra delen av landet.